# エルンスト・ガーデルマン
エルンスト・ガーデルマン（med. Ernst Gadermann　1913年12月25日～1973年11月26日）はドイツの空軍軍人、軍医、医学者。
第二次世界大戦を通して公式戦果のみでもソビエト連邦・労農赤軍の装甲戦闘車両500輌を撃破したハンス・ウルリッヒ・ルーデルの後方機銃手の一人である。医学博士（Dr. med.）であり、スツーカ・ドクトルの異名を持つ。医学者としての専門は心臓外科学、スポーツ医学。

## 経歴
1913年にドイツ帝国中西部のヴッパータールで生まれる。
1941年10月、軍医として第2急降下爆撃航空団第III飛行大隊（III./StG2）に配属され、当時中尉であったルーデルと出会う。スポーツ好きという共通点によって親交を深め、ルーデルと共に訓練を受けるガーデルマンの姿が見られたという。
冬頃から後方機銃手として前線にも立つようになるが、専属の機銃手にはならずにいた。一方で、後方機銃手としての確かな技量と、医者としての優れた活動は、多くのパイロットから絶大な信頼を寄せられるに至った。
1944年3月20日、ルーデルの第二の専属機銃手であるエルヴィン・ヘンシェルが行方不明（戦死）、整備士のロートマン（あるいはロースマン）を経て、5月にルーデルの後方機銃手に着任する。
ルーデルが対空砲火によって右脚を失う1945年2月9日までおよそ850回の出撃をこなした。2月9日以降もガーデルマンが機銃手を務めるはずだったが、ルーデルがベルリンの病院を退院した時にはガーデルマンはドイツ西部のブラウンシュヴァイクに居り、制空権がとられ交通も麻痺した状態では移動もままならず、結局戦争中に2人が再会することはなかった。
その後ルーデルの後方機銃手は終戦まで従軍記者のエルンスト・ニールマンが務めた。終戦前後にガーデルマンは米軍の捕虜になるがすぐに釈放され、ヴッパータールの実家に帰郷している。

## 逸話
ルーデルの後方機銃手は5名おり、ガーデルマンは4人目に当たる。最も長く後方機銃手を務めたのは2人目のヘンシェルであり、ガーデルマンは1944年5月～1945年2月とそれほど長く専属機銃手を務めたわけではない。
そんなガーデルマンがルーデルの後方機銃手の中でも特に名が知られているのは、いくつかの強烈な逸話がある事によるとされている。
- 37mm砲を搭載した鈍足のJu-87Gの後方機銃で赤色空軍のエース・パイロット、レフ・シェスタコフを撃墜（シェスタコフが行方不明になった日付はヘンシェルが後方機銃手であった期間と一致するが、後年ルーデルが著した急降下爆撃ではシェスタコフ乗機らしき機体を撃墜した際後方機銃手はガーデルマンであった、とあり、ガーデルマンは当時不特定多数の後方機銃手を務めていた）。
- ルーデル共々対空砲火によって撃墜され、機体が空中で粉々になって体が投げ出され、即死でもおかしくない状況ながら、肋骨を三本折る重傷を負ったのみで命に別状はなかった。
- 上記の件でなんとか陣地に戻って手当てを受けていたが、同じく重傷を負って戻って来たルーデルが「休養などはとっていられない。すぐに出撃だ！」と彼を連れ出して無理矢理再出撃、通常通り後方機銃手をこなす。
- 1945年2月9日に対空砲火によって乗機が撃墜され、さらにルーデルが右足を失った際、ルーデルが「足がなくなってしまった」と叫ぶと、「そんなことはないでしょう。足が吹っ飛んだら、話なんかしていられるもんですか。そんな事より左翼が燃えてます。不時着しましょう」と返し、不時着。その後ルーデルに応急処置を行い、陣地まで退却した（この一件の後ルーデルが書類を偽造して退院を大幅に早めた為、持ち場を離れていたガーデルマンと別れる形になる）。また、このときルーデルは気絶寸前だったが、「気絶している暇があったら操縦棒を引け」と怒鳴り続けたという。

## 受章歴
- 二級鉄十字章
- 一級鉄十字章
- ドイツ十字章金章 (1943年10月17日、第2急降下爆撃航空団 第III飛行大隊 軍医大尉として[1])
- 騎士鉄十字章 (1944年8月19日、第2急降下爆撃航空団 第III飛行大隊 軍医大尉および医務隊として[2][3])

## 戦後
特に目立った被害もなく終戦を迎えたガーデルマンはその後医者に復帰、心臓を専門とする循環器医療、およびスポーツ医学に従事し、ハンブルク大学の医学教授として活躍した。1972年夏のミュンヘンオリンピックでは医学教授チーフを務めた。
戦後ルーデルと関わり合いがあったかは不明であるが、1972年にルーデルと語り合うガーデルマンの写真が残されている。
1973年11月26日、講義の為にハンブルクに向かう途中、心筋梗塞で死去、12月7日に故郷ヴッパータールで葬式が行われた。